# Capcir-Carlit-Campcardos
Capcir-Carlit-Campcardos este o arie protejată (arie de protecție specială avifaunistică — SPA) din Franța întinsă pe o suprafață de 39.667 ha, integral pe uscat.

## Localizare
Centrul sitului Capcir-Carlit-Campcardos este situat la coordonatele 42°34′08″N 1°55′56″E / 42.56889°N 1.93222°E.

## Înființare
Situl Capcir-Carlit-Campcardos a fost declarat arie de protecție specială avifaunistică în baza directivei 79/409 din 1979 referitoare la conservarea păsărilor sălbatice pentru a proteja 18 specii de animale.

## Biodiversitate
Situată în ecoregiunea alpină, aria protejată nu include niciun habitat protejat.
La baza desemnării sitului se află mai multe specii protejate de  păsări (18): minunița (Aegolius funereus), fâsă-de-câmp (Anthus campestris), acvilă de munte (Aquila chrysaetos), buha (Bubo bubo), șerpar (Circaetus gallicus), ciocănitoare neagră (Dryocopus martius), presură de grădină (Emberiza hortulana), șoim călător (Falco peregrinus), zăgan (Gypaetus barbatus), vulturul pleșuv sur (Gyps fulvus), acvilă pitică (Hieraaetus pennatus), Lagopus mutus pyrenaicus, sfrâncioc roșiatic (Lanius collurio), ciocârlie de pădure (Lullula arborea), Perdix perdix hispaniensis, Pyrrhocorax pyrrhocorax, silvie de tufiș (Sylvia undata),  cocoș de munte (Tetrao urogallus).
Pe lângă speciile protejate, pe teritoriul sitului au mai fost identificate 1 specie de păsări.